# خايمي كولسون
خايمي كولسون (بالإسبانية: Jaime Colson)‏ هو رسام وشاعر إسباني ودومينيكاني، ولد في 1901 في بويرتو بلاتا في جمهورية الدومينيكان، وتوفي في 1975 في سانتو دومينغو في جمهورية الدومينيكان بسبب سرطان الحنجرة.